# Abner

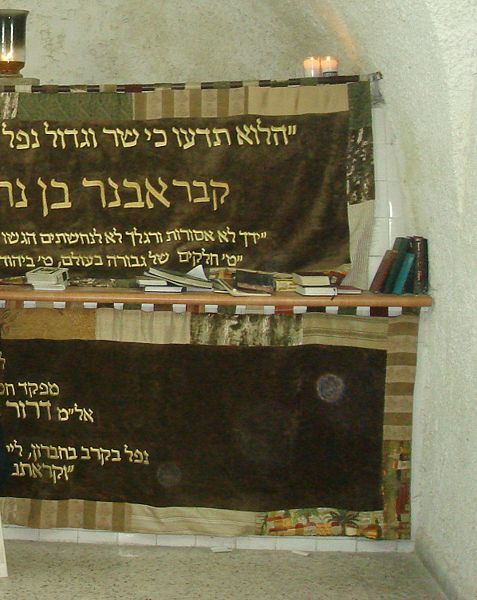
Tumba de Abner, na circunvizinhança de Hebrom

Abner foi um israelita, filho de Ner, que serviu como chefe do exército de Saul. Abner pode ter sido primo ou tio de Saul, e tinha muita influência entre os hebreus, tanto que fez de Isbosete, filho de Saul, rei sobre Israel após a morte de Saul.

## Biografia
Abner apenas é referido incidentalmente na história de Saul. Após a morte de Saul na esmagadora derrota imposta pelos filisteus, Abner liderou o exército a favor de Isbosete, filho de Saul, tentando confirmá-lo no trono, enquanto a tribo de Judá permanecia fiel a Davi. Abner era, claramente, o poder por trás do trono, e, com o tempo, obteve o apoio de todas as tribos a favor de Isbosete, exceto o de Judá. Os exércitos dos dois reis oponentes se defrontaram numa prova de força junto ao reservatório de Gibeão, no território de Benjamim. Depois de os dois exércitos se avaliarem mutuamente, Abner propôs um combate entre doze jovens guerreiros de cada lado. Os lados se igualavam tanto, que resultou numa matança mútua, provocando um combate em plena escala entre os dois exércitos. As forças de Abner perderam 18 homens para cada baixa entre os soldados de Joabe, e recuaram em direção ao deserto. Abner, perseguido por Asael, instou com ele, repetidas vezes, para que voltasse sua atenção para outra parte, e evitasse um encontro mortífero com ele. Quando Asael persistiu em recusar a fazê-lo, Abner finalmente deu poderoso golpe para trás e matou Asael com o conto da sua lança. Diante do apelo de Abner, Joabe finalmente mandou parar a perseguição, ao pôr do sol, e ambos os exércitos iniciaram sua retirada para as suas respectivas capitais.
Abner apoiou o regime declinante de Isbosete, mas também fortaleceu sua própria posição, talvez de olho na realeza, visto que, afinal de contas, era irmão do pai de Saul. Quando repreendido por Isbosete, por ter tido relações sexuais com uma das concubinas de Saul. Abner toma o fato como insulto e decide unir-se a Davi na unificação do reino, enviando mensageiros a Davi. Ele fez propostas de paz a Davi, destacando sua própria posição como virtual regente do restante de Israel, exceto Judá. Satisfazendo a exigência de Davi, de devolver-lhe sua esposa Mical, Abner dirigiu-se então em particular aos chefes das onze tribos apartadas de Judá, para consolidar o favor deles para com Davi. Depois disso, foi cordialmente recebido por Davi em sua capital, Hebrom, e, nesse mesmo dia, empreendeu persuadir todas as tribos a fazerem um pacto com Davi. Mas Joabe, ausente numa incursão, voltou, e, depois de denunciar Abner como espião conspirante, o chamou pessoalmente de volta e engodou Abner a uma situação em que pôde matá-lo. Com a morte de Abner, qualquer esperado apoio a Isbosete ruiu por terra e Isbosete logo foi assassinado por traidores. Com isto, chegou ao fim completo a regência da casa de Saul. A morte de Abner foi lamentada por Davi.
Acreditasse que Abner, filho de Ner teve um filho chamado Jaaziel, que se torna líder e chefe da Tribo de Benjamim no período do Rei Davi, mas ainda não foi confirmado pelas pesquisas se Jaaziel, era filho de Abner, filho de Ner, ou se era outro Abner que vivia na época de Saul e de Davi.